# Stay Fly
Stay Fly è un singolo del gruppo hip hop statunitense Three 6 Mafia, pubblicato nel 2005 ed estratto dall'album Most Known Unknown. Il brano è interpretato insieme a Young Buck e 8Ball & MJG.

## Tracce
- Download digitale

1. Stay Fly – 3:56